# Stewart Boswell
Pour les articles homonymes, voir Boswell.
Stewart Boswell, né le 29 juillet 1978 à Canberra est un joueur professionnel de squash représentant l'Australie. Il atteint, en mai 2002, la quatrième place mondiale sur le circuit international, son meilleur classement.
Il fait partie de l'équipe d'Australie qui est championne du monde par équipes en 2001.

## Carrière
En 2003, Stewart Boswell accède au top 10 et s'y maintient pendant deux ans, atteignant le meilleur rang de 4e quand un mystérieux mal au dos l'oblige à mettre un terme à sa carrière. Il revient sur le circuit en 2005, gagnant six tournois mineurs d'affilée puis deux tournois mineurs un peu plus tard cette même année. Il revient dans le top 20 en 2006 et dans le top 10 en 2007. 
Après une défaite face à Grégory Gaultier pendant le tournoi Kuwait PSA Cup en novembre 2011, il annonce sa retraite sportive.
Il est marié à la joueuse anglaise Vicky Botwright. Ils ont deux enfants, un garçon et une fille.

## Palmarès

### Titres
- Australian Open : 4 titres (2002, 2006, 2007, 2009)
- Open de Suède : 2003
- Open de Colombie : 1998
- Championnats du monde par équipes : 2001

### Finales
- US Open : 2002
- Santiago Open : 2008
- Open de Malaisie : 2007
- Open de Kuala Lumpur : 2007
- Motor City Open : 2007
- Canadian Classic: 2001
- Heliopolis Open : 2000